# ConIFA
ConIFA (Confederation of Independent Football Associations) er en fodboldorganisation for hold fra nationer og etniske minoriteter,
der ikke er medlemmer af FIFA. Organisationen blev grundlagt i 2014.

## ConIFA World Football Cup
ConIFA World Football Cup, også kendt som Minoritets-VM, er en international fodboldturnering som organiseres af ConIFA.

### ConIFA World Football Cup 2014
Den første ConIFA World Football Cup blev spillet i Östersund i Sverige mellem den 1. og 8. juni 2014, med Sápmi/Sameland som værter. Katalonien, Rapa Nui og Quebecvar tilmeldt, men har trukket sig ud.
Vinder af turneringen blev Nice, der vandt finalen med 5-3 efter forlænget spilletid og straffesparkskonkurrence over Isle of Man

#### Deltagende lande
- Irakisk Kurdistan
- Padanien
- Sápmi
- Zanzibar
- Arameans Suryoye
- Nagorno-Karabakh
- Occitanien
- Nice
- Abkhasien
- Darfur
- Ellan Vannin
- Tamilske Eelam